# 新加坡空军第149中队
新加坡空军第149中队（英語：149 Squadron, Republic of Singapore Air Force）是新加坡共和国空军的一个战斗轰炸机中队，基于位于新加坡巴耶利峇空军基地。这个中队以“坚定（Steadfast）”为座右铭、以褐耳鹰为徽章。中队目前主要运营波音为新加坡客制的F-15SG攻擊鷹战斗轰炸机。

## 机型
- 15× F-5S & 1× F-5T Tiger-II（1985–2010）
- 24× F-15SG 攻击鹰（2010至今）[1]